# Apura!
Apura! ist das erste Studioalbum von Karl Evangelistas Quartett Apura. Die am 14. und 15. Oktober 2018 in den Fish Factory Studios in Willesden, London, entstandenen Aufnahmen erschienen am 22. Mai 2020 auf Astral Spirits.

## Hintergrund
Der in der San Francisco Bay Area ansässige philippinisch-amerikanische Gitarrist Karl Evangelista stellt für sein viertes Album Apura! eine Band mit dem südafrikanischen Schlagzeuger Louis Moholo und zwei britischen Musikern, dem Saxophonisten Trevor Watts und dem Pianisten Alexander Hawkins zusammen. Wie Evangelista in den Liner Notes erklärt, hat ihm die Musik früher britischer Gruppen wie Chris McGregors Brotherhood of Breath, The Blue Notes, Watts’ Amalgam und das Spontaneous Music Ensemble im Laufe der Jahre viel Inspiration geboten. Watts ist an fünf Titeln nicht beteiligt, während Hawkins bei zwei Stücken aussetzt.

## Titelliste
- Karl Evangelista: Apura! (Astral Spirits)[2]

1. Apura! 5:44
2. Heto Buhay Pa 2:42
3. State of Emergency 8:07
4. Utang Na Loob 8:26
5. Totoo Yan 6:58
6. Siyanga Pala 3:20
7. I Eat Death Threats for Breakfast 5:05
8. Resist 11:53
9. FDT 5:08
10. Harana 16:15
11. Refugee 10:17
12. Warriors 8:15
13. Player Piano 4:53
14. Balikbayan 2:30
15. Consummatum Est 05:25

Die Titel 1, 2, 3, 5, 8, 9, 12 und 15 wurden komponiert von Karl Evangelista, Alexander Hawkins, Louis Moholo-Moholo und Trevor Watts, die Tracks 4, 7, 11, 13 und 14 von Karl Evangelista, Alexander Hawkins und Louis Moholo-Moholo, die Tracks 6 und 10 von Karl Evangelista, Louis Moholo-Moholo und Trevor Watts.

## Rezeption
Aus dieser erstmaligen Begegnung dieser Musiker seien 15 spontane Kollektivimprovisationen entstanden, die ein breites Spektrum abdecken, von dicht bis spärlich und flatternd, aber stets fest im Free-Jazz-Spektrum angesiedelt, schrieb John Sharpe, der das Album in All About Jazz rezensierte. Es würde die nervöse und experimentierfreudige Vierer-Interaktion überwiegen, doch obwohl es nur wenige Soli gebe, entstehe genügend Raum, in denen sich die präsentierten Talente entfalten könnten.